# De dödas dag
De dödas dag (spanska: Día de los muertos) är en stor kulturell och religiös högtid i Mexiko då man firar och minns sina döda släktingar. Under firandet både sörjer man och gläds åt sina förfäder tillsammans med sin familj, inte minst genom mat och musik. Högtiden infaller den 1-2 november och sammanfaller delvis med alla själars dag som firas inom den Romersk-katolska kyrkan. Högtiden har sitt ursprung i en synkretism mellan de förspanska urfolkskulturerna i Mesoamerika och katolicismen.

## Ursprung
Före spanjorernas ankomst till Mexiko firade olika urfolk högtider kopplat till döden och döda släktingars resa till eftervärlden. Hos aztekerna - som tillbad många gudar - fanns dödsgudinnan Mictēcacihuātl som ansågs styra dödsriket Chicunamictlan. Aztekerna trodde att när en person dog så reste den till dödsriket. För att hjälpa de döda att ta sig till Chicunamictlan lämnades offergåvor - ofrendas - vid särskilda altare av släktingar till den avlidna.
Vid conquistador-invasionen på 1500-talet tog spanjorerna med sig kristendomen som religion, med medföljande högtider. Det ledde till att kristna högtider som alla helgons dag och alla själars dag smälte samman med den aztekiska åminnelsen av döda förfäder, vilket mynnade ut i de dödas dag. Tidpunkten för firande flyttades dessutom av spanjorerna för att sammanfalla med de kristna katolska högtiderna som inföll den 1 och 2 november.

## Firande

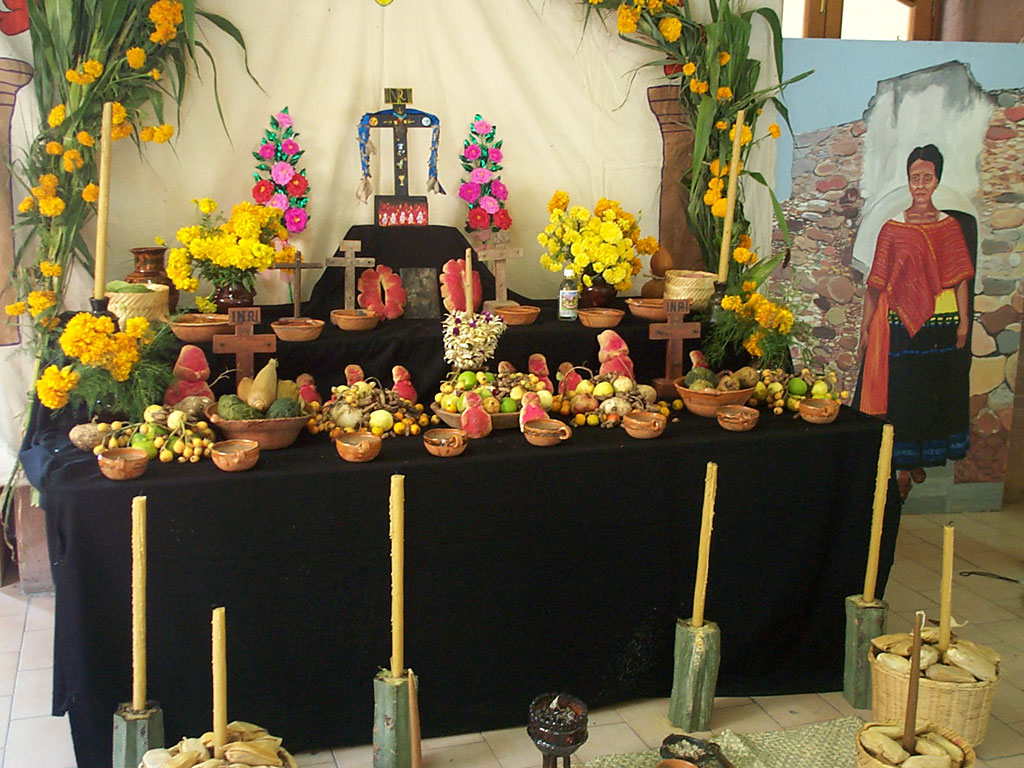
Ofrendas (offergåvor) på altare.

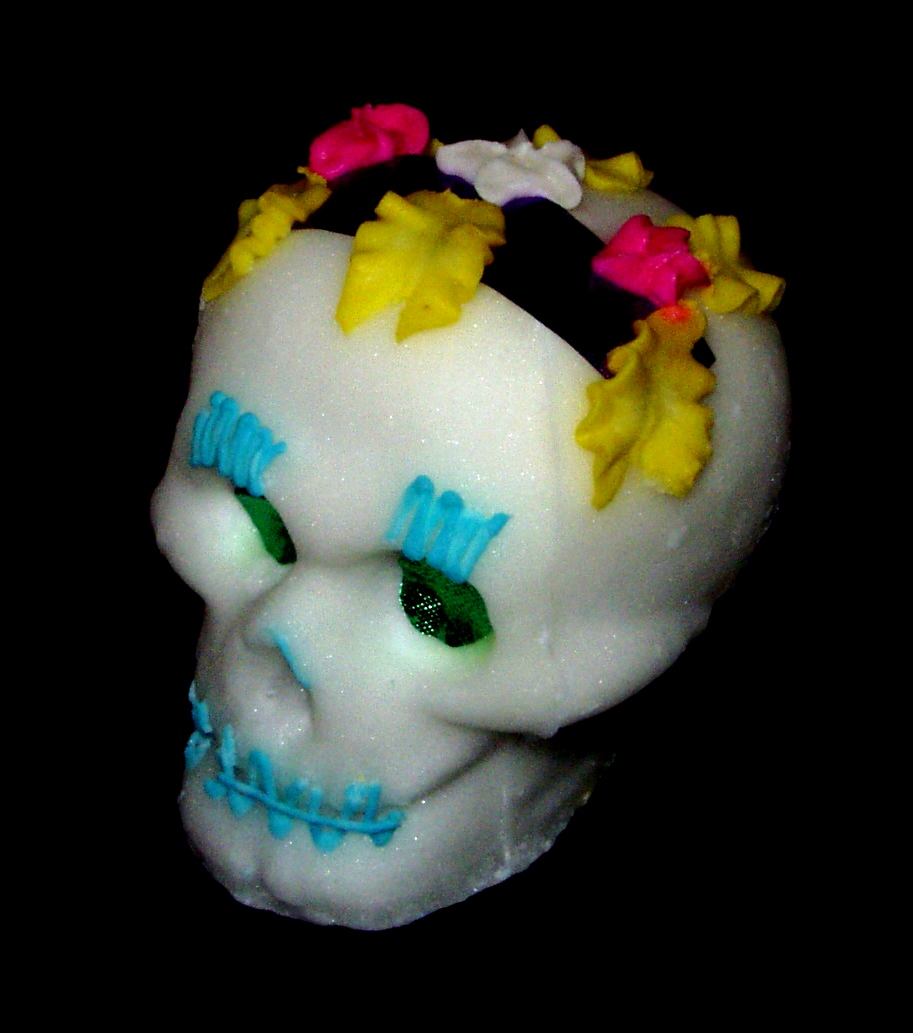
Calaveras (kranier av socker)

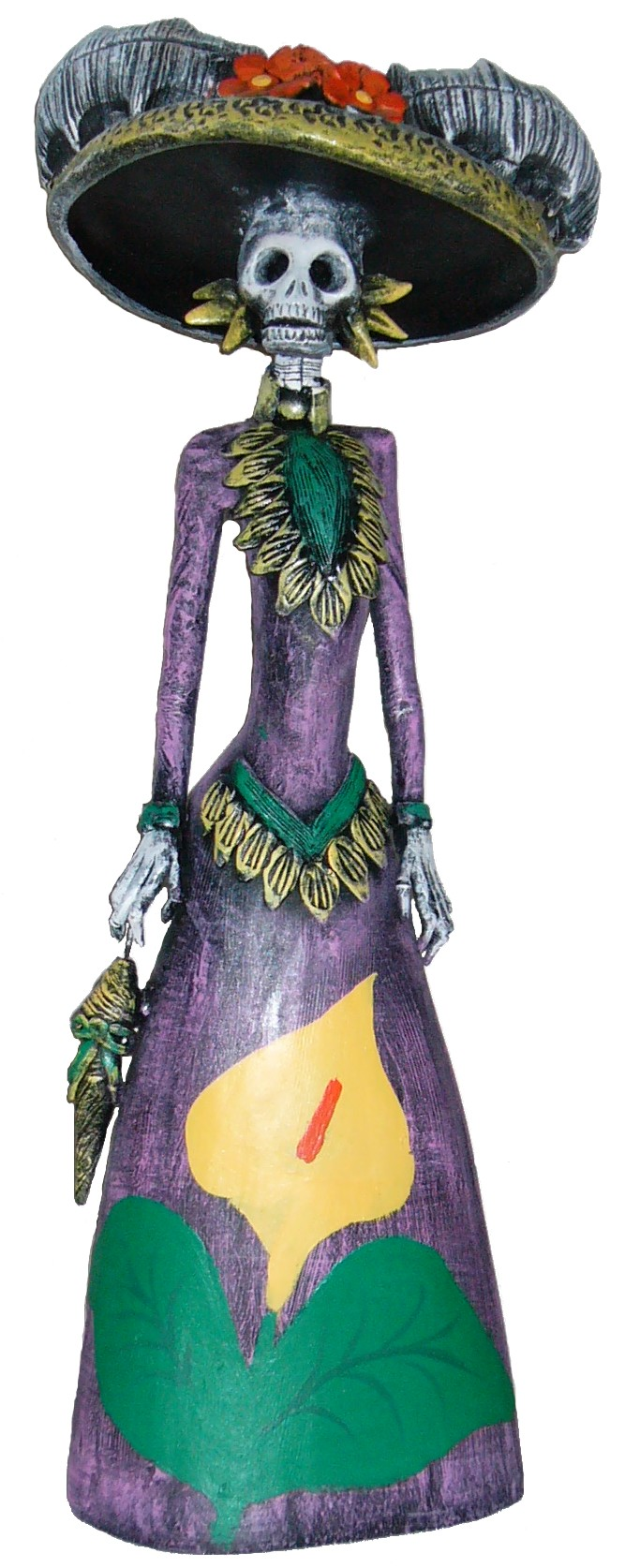
La Calavera Catrina

### Ofrenda
En central plats under firandet av de dödas dag är ofrendas, de altare som familjer ordnar i sina hem och där offergåvor till de döda släktingarna placeras. Det är vanligt att gåvorna har en personlig koppling till den döda, till exempel personens favoritmat, ett musikinstrument eller en bok som den döda tyckte särskilt mycket om. Det är vanligt med blommor på altaret, särskilt tagetes som anses kunna locka de dödas själar med sin doft.

### Kyrkogården
Tron att de döda kommer tillbaka denna helg och besöker sina anförvanter på kyrkogårdarna och runt hemmens offeraltare (ofrendas) är mycket stark. De kommer för att ta del av den mat och dryck de behöver och saknar från jordelivet, och för att se sina levande anförvanter igen. Día de muertos sammanfaller med Allhelgonahelgen och firas delvis på samma sätt. Firandet pågår ofta under flera dagar och vanligtvis så firar man minnet av döda barn på samma dag som Allhelgonadagen (1 november) samt döda vuxna dagen efter, på Alla själars dag.

### Relation till döden

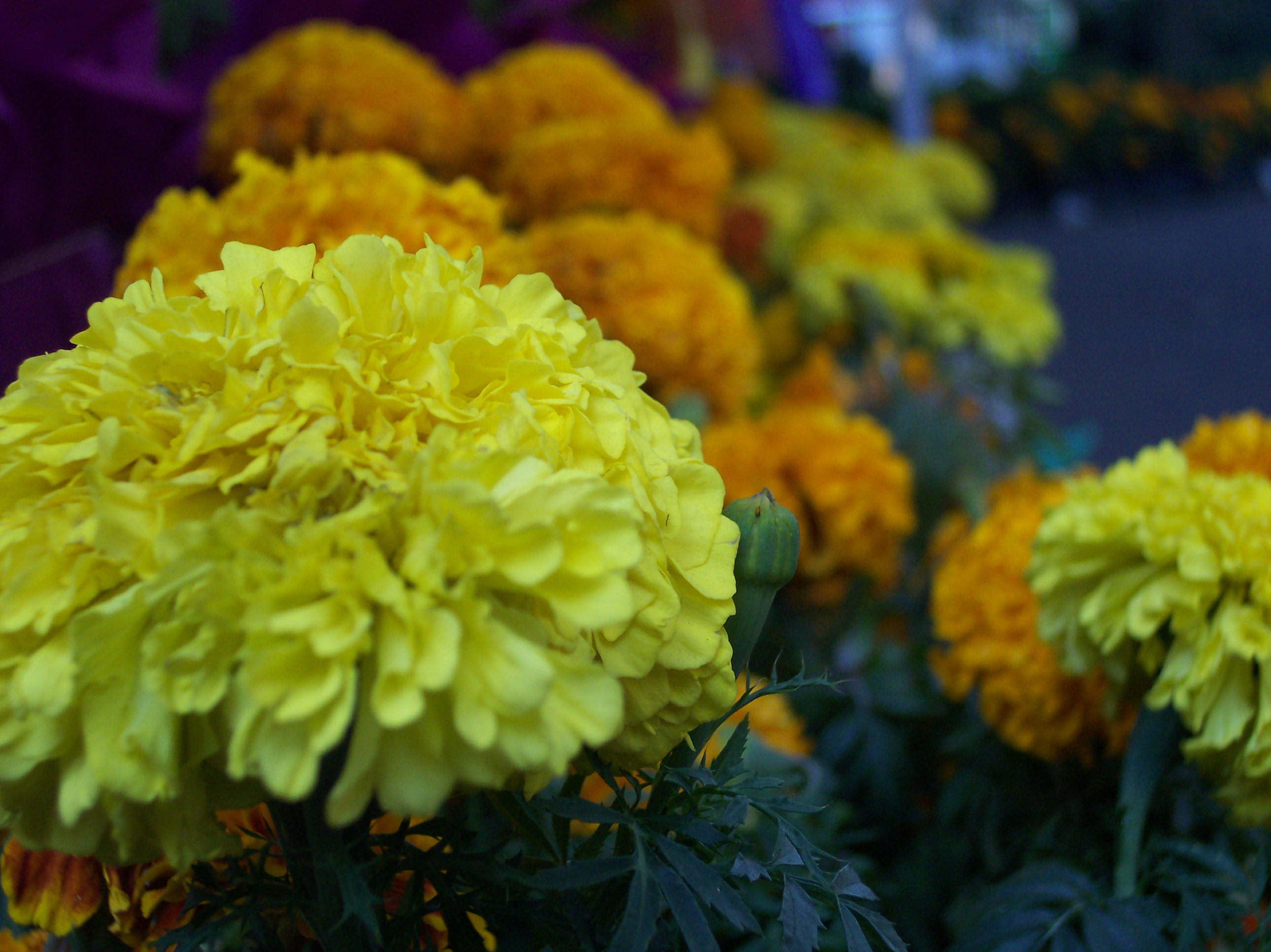
Tagetes

Således är denna dag inte en dag då sorgen bejakas utan snarare ett tecken på firande och glädje, för i mexikanernas tro, vaknar och återvänder de dödas själar till de levandes värld för att dricka, dansa och spela musik med sina släktingar. Dagen är en festlig återförening som om deras närstående döda återvände från en riktigt lång resa.

## Tidpunkt
De dödas dag firas vanligast den 1 och 2 november. Den 1 november uppmärksammar man barn som har dött och dagen kan även kallas Día de los Inocentes ("De oskyldigas dag"). Dagen därpå, den 2 november, ligger fokus på vuxna som avlidit och kan både kallas Día de los muertos ("De dödas dag") och Día de los Difuntos ("De avlidnas dag").
Det har funnits en viss lokal variation i när de dödas dag infaller, alltfrån den 28 augusti till den 4 november har förekommit beroende på vilken plats man befinner sig på.
Under den förcolumbianska tiden firades den då motsvarande högtiden för de döda i augusti, men förflyttades senare för att sammanfalla med de katolska högtiderna alla helgons dag, respektive alla själars dag.

## Lista över vanliga offergåvor
Följande saker är vanliga att finna på en ofrenda / offeraltare:[källa behövs]
- Blommor, framför allt de gyllengula cempasuchil Lat. tagetes erecta.
- Färgglada mönsterklippta silkespapper, används till dukar och flaggor.
- Färgglada kräppapper görs till bland annat blommor.
- Inramade fotografier av de döda.
- Färgdekorerade calaveras (kranier av socker) med de dödas namn skrivna på pannan.
- Rökelse och levande ljus.
- Saker den döde tyckte om, till exempel en pipa, dennes favoritcigaretter, eller kanske en målarpensel om den döde var målare.
- Skelettfigurer av Papier-maché eller bränd lera som skelett. En populär figur är La Calavera Catrina (den kvinnliga skelettsnobben), som ursprungligen är en gravyr av José Guadalupe Posada.
- Leksaker med dödssymboler. Till exempel glada dansande skelett eller små kistor.
- Frukt, mat, och dryck, saker som de döda tyckte om, framförallt de för byn eller regionen typiska rätterna.
- Det viktigaste av allt är brödet "Pan de muerto" (De dödas bröd), som kan ha mänskliga former.

## Exempel på musik
- Fiestas – A Year of Latin American Songs of Celebration med José-Luis Orozco (2002). “Dia de los muertos” och “Tumbas”. Notbok: ISBN 0-525-45937-5

## Bildgalleri

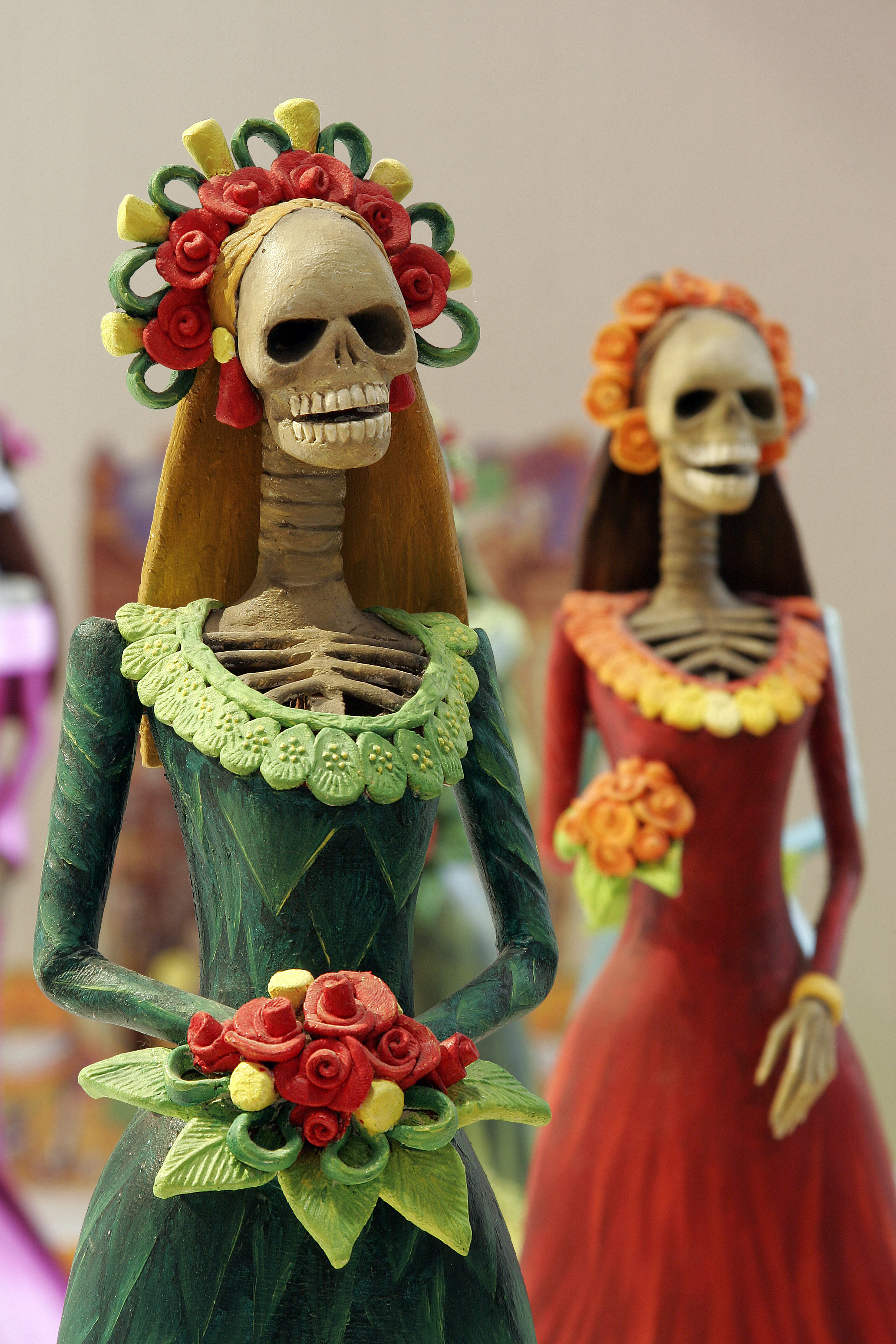
La Calavera Catrina
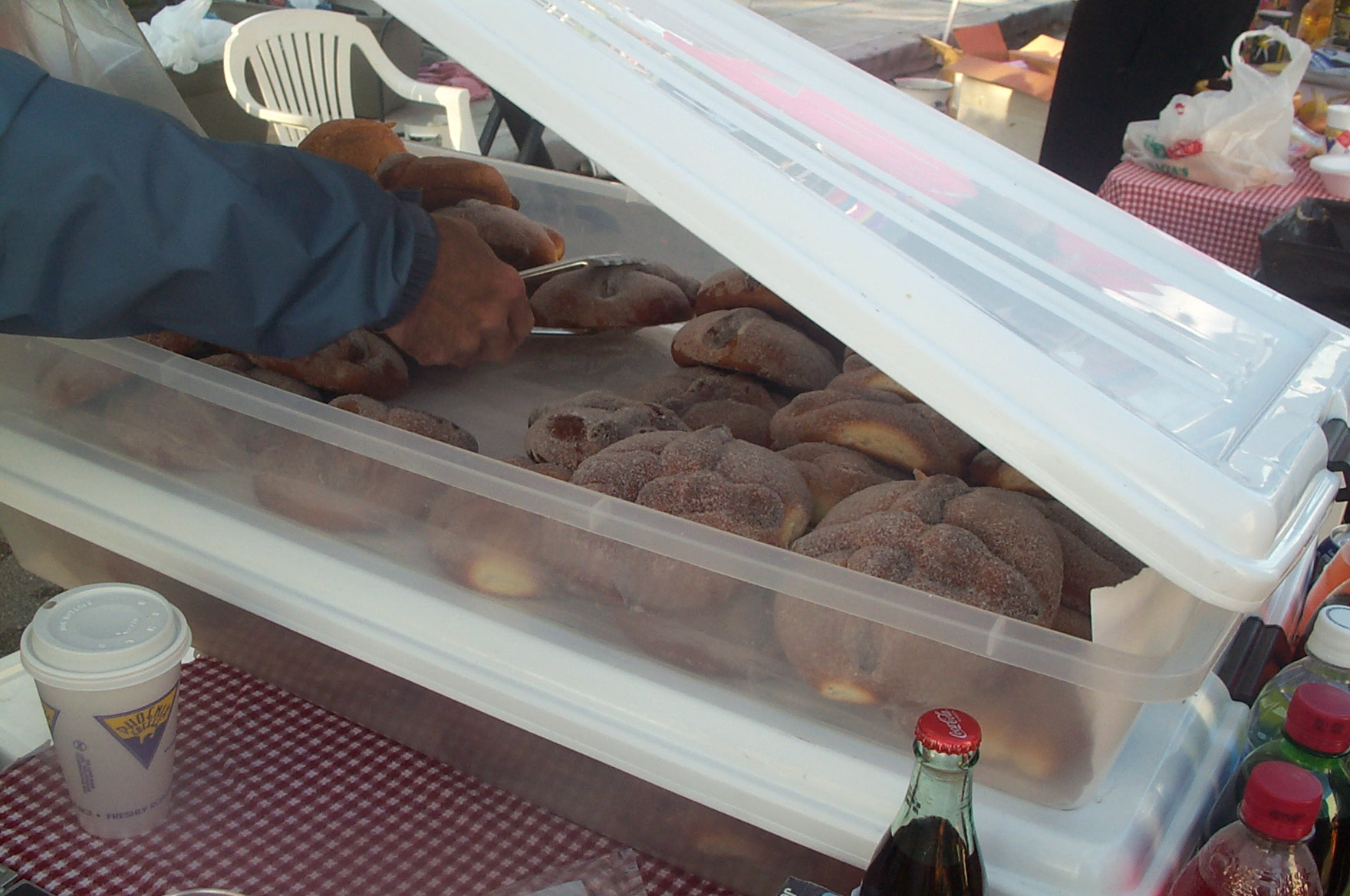
Pan de muertos (död mans bröd)
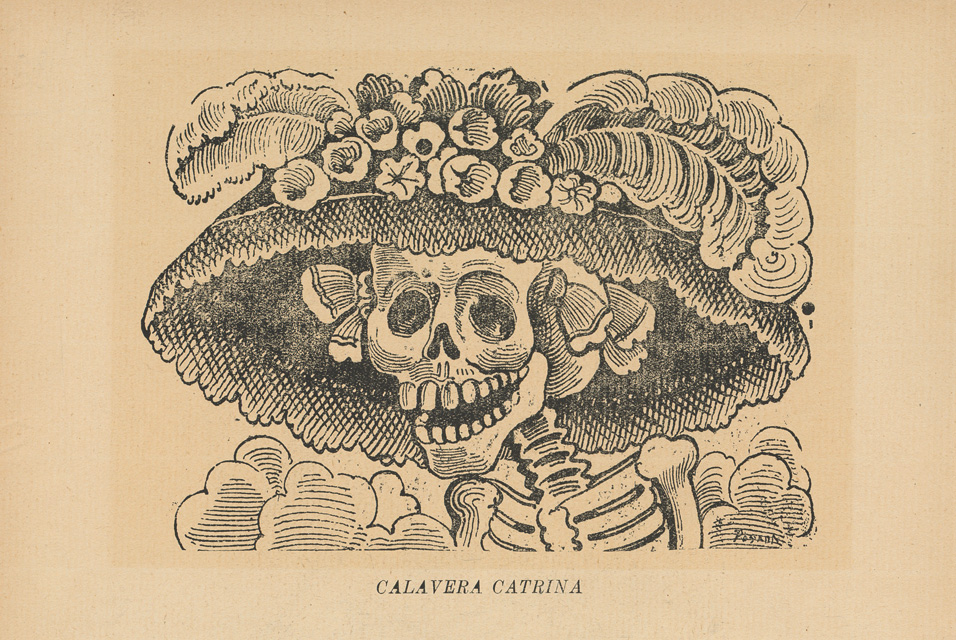
La Calavera Catrina
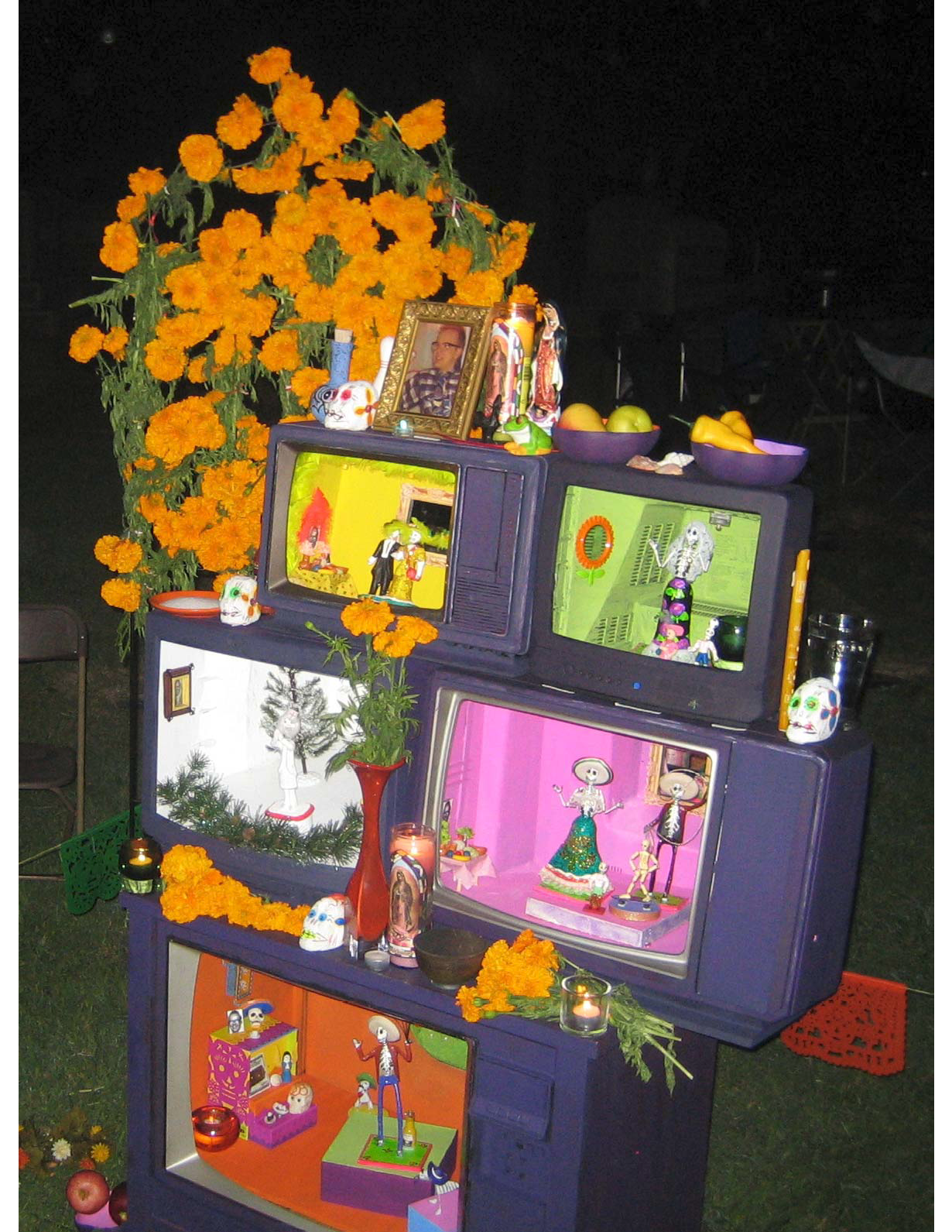
Altare